# Leaf of reason
leaf of reason（リーフ オブ リーズン）は日本のバンド。神奈川県内を中心に活動。

## 略歴
- 2002年10月 leaf of reason を結成。
- 2005年10月 KENICHI、JIN、TAIMEIの3人がメンバーとなり現在の leaf of reason の形となって活動を始める。
- 2006年3月 FM横浜「YOKOHAMA MUSIC AWARD」の特別企画「未発表魂」（未発表曲のグランプリを決める企画）で「タイムアウトのない夏」がグランプリを受賞。
- 2006年7月 シングル「タイムアウトのない夏」が、tvk「高校野球速報(2006年)」及びFM横浜「モーニングステップ」内の高校野球情報コーナー(2006年)のテーマソングに。
- 2007年12月 「希望の旗」が、tvk「YOKOHAMA MUSIC EXPLORER」主催の第1回YMEレコード大賞で奨励賞を受賞。

## メンバー
- TOMMY - ボーカル、ギター
- KENICHI - ギター
- JIN - ベース
- TAIMEI - ドラム

## ディスコグラフィ

### シングル
- 「タイムアウトのない夏」 - 2006年8月19日発売

tvk「YOKOHAMA MUSIC EXPLORER」の第1弾アーティストとして発売された。

### アルバム
- 「ある愛の形」 - 2005年2月20日発売
- 「ナナイロノキセキ」 - 2006年3月26日発売
- 「晴れ、時々ナミダ」 - 2007年8月19日発売

第1回YMEレコード大賞で奨励賞を受賞した曲「希望の旗」が収録されている。